# Rieslaner
Rieslaner er en tysk krydsning mellem Silvaner- og Riesling-druerne. Den blev skabt i 1921 i Franken.
Den modner sent og har ret højt syreindhold. Den dyrkes hovedsageligt i Franken og Pfalz, hvor den ofte rammes af botrytis